# Deltote atrinotata
Deltote atrinotata is een vlinder uit de familie van de uilen (Noctuidae). De wetenschappelijke naam van deze soort is voor het eerst voorgesteld als Lithacodia atrinotata door George Francis Hampson in een publicatie uit 1910.
De soort komt voor in Brazilië.